# AS Возничего
AS Возничего (лат. AS Aurigae) — одиночная переменная звезда в созвездии Возничего на расстоянии (вычисленном из значения параллакса) приблизительно 49343 световых лет (около 15129 парсеков) от Солнца. Видимая звёздная величина звезды — от +12,25m до +11,52m.

## Характеристики
AS Возничего — жёлто-белая пульсирующая переменная звезда, классическая цефеида (DCEP) спектрального класса F6-F9. Эффективная температура — около 5844 К.